# Josef von Nazaret

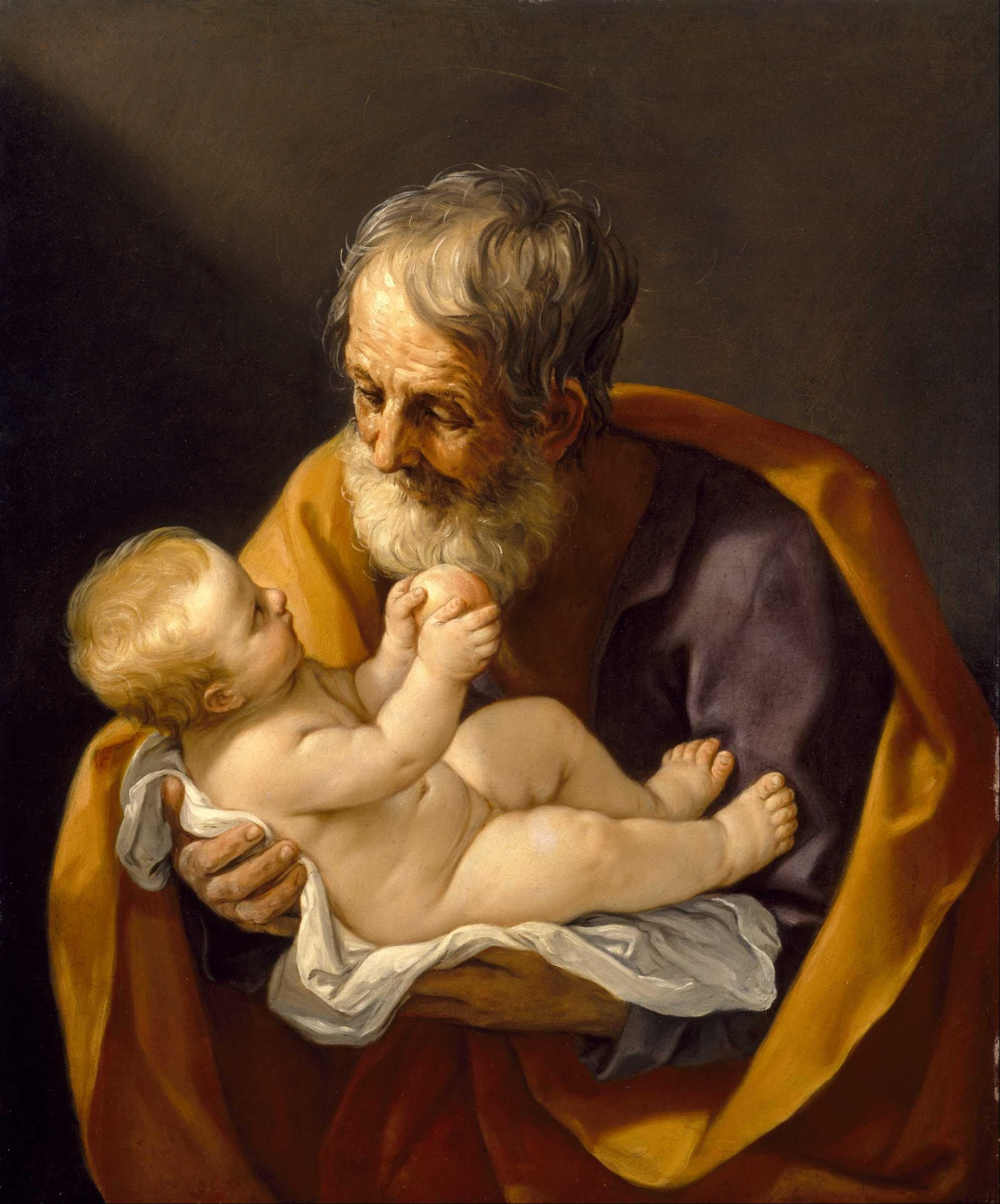
Guido Reni, San Giuseppe e Gesù Bambino (1640)

Josef, gräzisierend auch Joseph geschrieben (griechisch Ἰωσήφ, entspricht hebräisch יוֹסֵף), ist im Neuen Testament der Bräutigam und spätere Ehemann Marias, der Mutter Jesu. In seiner traditionellen Rolle als Stiefvater, der den Kindheitsgeschichten der Evangelien folgend nicht der biologische Vater Jesu gewesen sei, wird er im christlichen, vorwiegend katholischen Bereich auch als „Ziehvater“ oder „Nährvater“ Jesu bezeichnet. Das Matthäusevangelium wie auch das nichtbiblische, aber für die Rezeption der Gestalt des Josef wirkungsgeschichtlich einflussreiche Protoevangelium des Jakobus beschreiben ihn als einen Bauhandwerker oder Zimmermann aus Judäa; daher wird er in der hagiographischen Tradition auch „Josef der Zimmermann“ genannt. Er stammte dem Lukasevangelium zufolge aus Betlehem und lebte in Nazaret.
Im Jahr 1870 wurde der heilige Josef von Papst Pius IX. zum Patron der ganzen Kirche proklamiert. Seit 1955 wird er unter der Anrufung Josef der Arbeiter in der römisch-katholischen Kirche auch als Patron der Arbeiter verehrt.

## Lebensgeschichte
Die Evangelien nach Matthäus und Lukas enthalten Einzelheiten zu Josef in ihren Kindheitsgeschichten von Jesus und geben jeweils – deutlich voneinander abweichend – einen Stammbaum Jesu an, der besagt, dass Josef aus dem Geschlecht des israelitischen Königs David stamme. Als Vater von Josef wird im Geschlechtsregister des Matthäusevangeliums Jakob genannt (Mt 1,16 ), im Geschlechtsregister des Lukasevangeliums hingegen Eli (Lk 3,23 ). Das wurde bereits von der frühen Kirche unter Berufung auf Eusebius von Caesarea mit der Regelung der Leviratsehe erklärt, nach der Josef einen biologischen und einen anderen rechtlichen Vater hatte, wodurch sich je nach Betrachtungsweise unterschiedliche Herkunftslinien ergäben.
Josefs Beruf wird im Neuen Testament mit dem griechischen Wort τέκτων Tekton angegeben (Mt 13,55 ), das damals so viel wie ‚Bauhandwerker‘, auch ‚Architekt‘ oder ‚Baumeister‘ bedeuten konnte und alle Tätigkeiten beim Hausbau einschloss. Ein Tekton war also generell in der Bearbeitung von Holz und Steinen ausgebildet. Dieser Beruf wird im Markusevangelium für Jesus selbst angeführt (Mk 6,3 ) und nur im Matthäusevangelium dessen Vater zugeordnet. Deshalb wird vermutet, der Evangelist Matthäus könnte hier eine Anpassung vorgenommen und Josef den Beruf Jesu zugeschrieben haben, um nicht die möglicherweise als unangemessen empfundene Darstellung Jesu als Handwerker aus seiner Quelle übernehmen zu müssen. Dennoch ist die Annahme, Jesus als Erstgeborener könnte denselben Beruf wie sein Vater oder Ziehvater ausgeübt haben, auch aus historischer Sicht nicht unwahrscheinlich.

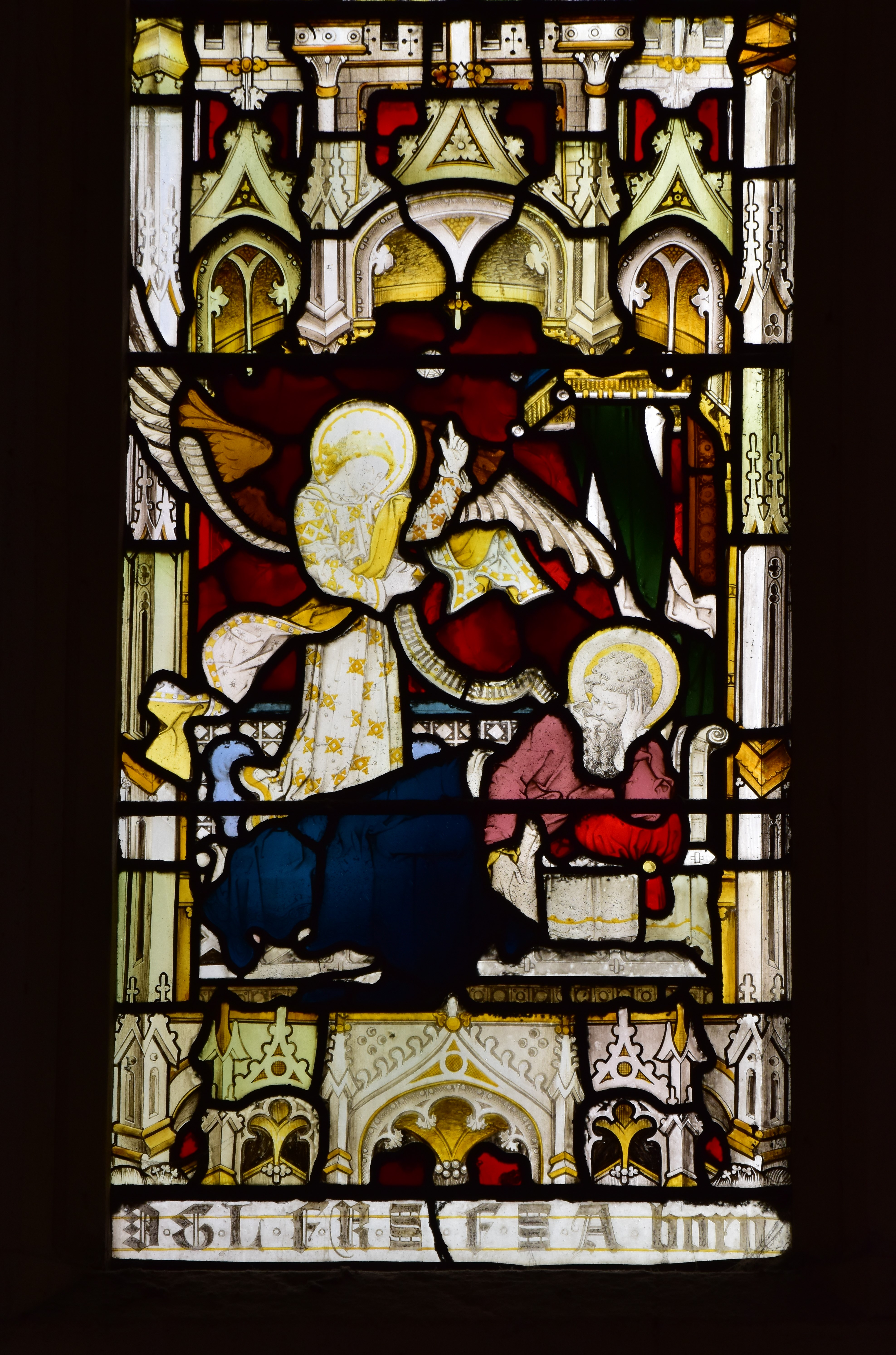
Der Engel erklärt Josef im Traum Marias Schwangerschaft und befielt ihm, sie nicht zu verlassen (Kathedrale von Bath)

Nach Darstellung des Evangeliums nach Matthäus war Josef mit Maria verlobt und nahm sie auf Weisung eines Engels, der ihm nachts im Traum erschienen war, zur Frau, obwohl sie (nicht von ihm) schwanger war. Nach christlicher Lehre ist dies ein Zeugnis dafür, dass Maria Jesus auf übernatürliche Weise vom Heiligen Geist empfangen habe. Der matthäische Josef erinnert an den alttestamentlichen Josef aus Genesis 37–50, da er wie sein Vorbild von Jakob abstammt (Mt 1,16), durch Träume Botschaften erhält (Mt 1,20–25; 2,13.19f.22) und nach Ägypten ziehen muss, um seine Familie zu retten (Mt 2,13–15).
Nach beiden Evangelien wurde Jesus in Betlehem geboren. Lukas zufolge musste sich der in Nazaret wohnende Josef wegen einer Volkszählung mit seiner Frau in seine Geburtsstadt Betlehem begeben. Nach der Geburt Jesu kehrten sie in dieser Erzählung über Jerusalem, wo die Darstellung des Herrn im Tempel stattfand, nach Nazaret zurück. Nach dem Matthäusevangelium musste die Familie zu einem unbestimmten Zeitpunkt nach Jesu Geburt auf Befehl eines Engels, den Josef im Traum erhielt, aus Betlehem nach Ägypten fliehen, da König Herodes aus Angst vor dem ihm prophezeiten neugeborenen König der Juden, der ihn verdrängen würde, alle Kleinkinder in Betlehem töten ließ. Dieser Kindermord in Betlehem ist in anderen Quellen nicht belegt. Später zog die Familie auf göttliche Weisung, die Josef wiederum im Traum erhielt, nach Palästina zurück, wo sie sich auf Josefs Beschluss nicht in Judäa, wo Betlehem liegt, sondern in Galiläa in dem Dorf Nazaret niederließ, wo Jesus aufwuchs. Das Matthäusevangelium setzt also anders als das Lukasevangelium voraus, dass Josef und Maria zur Zeit der Geburt Jesu noch in Betlehem lebten. Demgegenüber weiß das Lukasevangelium nichts von einer Flucht nach Ägypten.

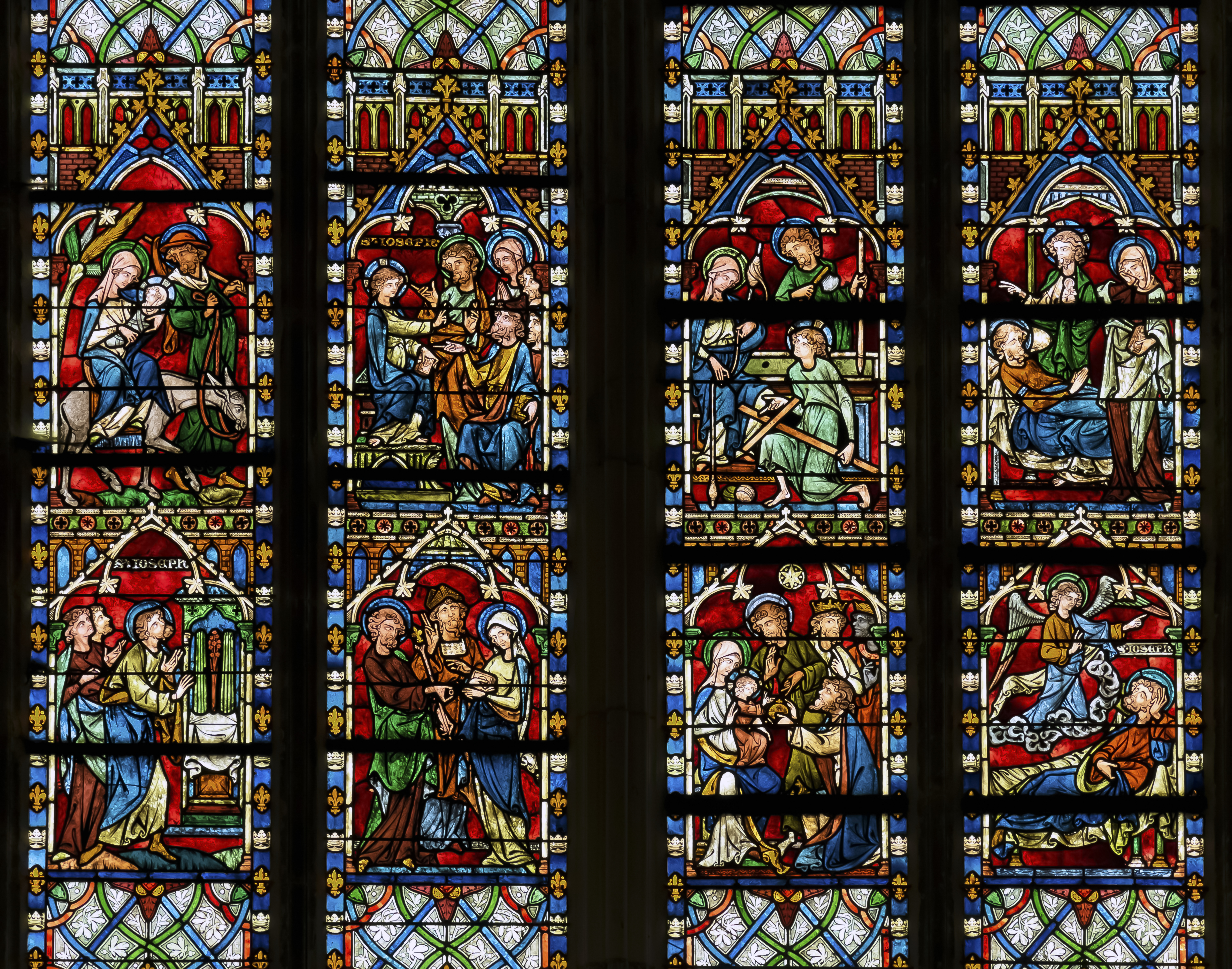
Szenen aus dem Leben Josefs, Bleiglasfenster in der Kathedrale von Auxerre (1882)

Über die Parallelisierung Josefs mit dem biblischen Patriarchen Josef hinaus weist das matthäische Motiv der Flucht nach Ägypten (Mt 2,13–23) weitere Bezüge zum Alten Testament auf, indem es zugleich auch Jesus und Jerobeam I. parallelisiert, den ersten König des Nordreichs Israel. Denn wie Jerobeam, laut 1 Kön 11,28  ein Nachfahre des alttestamentlichen Josef, vor einem ihm feindlich gesinnten König von ganz Israel (Salomo) nach Ägypten fliehen muss, nach dem Tod des Königs zurückkehrt und zum Herrscher eines unabhängigen Nordreichs wird (vgl. 1 Kön 11,26–12,25), flieht der Nachkomme des neutestamentlichen Josef (Jesus) vor dem Tötungsversuch des Königs Herodes, der ein ganz Israel umfassendes judäisches Großreich beherrscht, nach Ägypten, kommt nach dessen Tod zurück und beginnt sein öffentliches Leben in dem jetzt von Judäa unabhängigen Galiläa im Norden Israels.

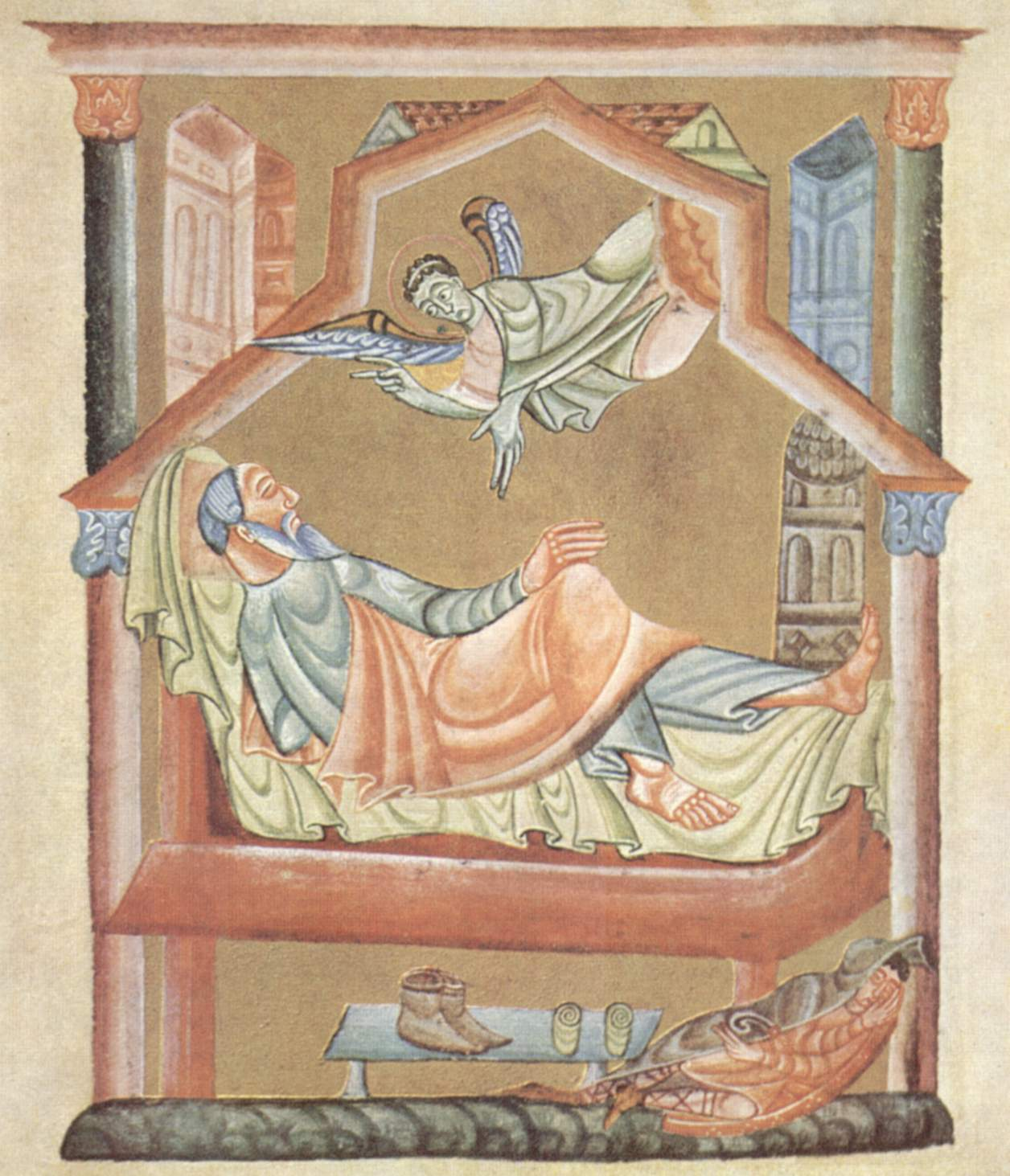
Traum Josefs (aus dem Perikopenbuch Heinrichs II., vor 1014)

Das Johannesevangelium, das ebenfalls Betlehem als Geburtsort Jesu andeutet (Joh 7,42 ), schildert, dass Josef nach Ansicht der ersten Jünger Jesu dessen Vater gewesen sei (Joh 1,45 : Philippus berichtet Nathanael, er habe „Jesus, den Sohn Josefs, aus Nazaret“ getroffen). Die Bezeichnung Jesu als Sohn Josefs findet sich auch in Kommentaren, die den Einwohnern Nazarets (Mt 13,55  und Lk 4,22 ) oder Galiläas (Joh 6,42 ) zugeschrieben werden (ähnlich in Lk 3,23 ). Die Kindheitserzählungen der Evangelien nach Matthäus (Mt 1,18 ) und Lukas (Lk 1,35 ) betonen hingegen, dass Maria nicht durch menschliche Zeugung, sondern durch die Wirkung des Heiligen Geistes schwanger geworden sei, sodass Josef lediglich der rechtliche und nicht der leibliche Vater Jesu wäre. Daraus entwickelte sich die kirchliche Lehre von der Jungfrauengeburt, die im apokryphen Protoevangelium des Jakobus schon früh weitergebildet und legendär ausgemalt wird. Besonders im katholischen Schrifttum wird Josef daher oft als „Nährvater“ (lateinisch nutritius) oder „Ziehvater“ Jesu bezeichnet.
Ansonsten wird Josef in den Evangelien und allen übrigen neutestamentlichen Schriften nicht erwähnt. Daraus wurde meist geschlossen, dass er noch vor dem öffentlichen Auftreten Jesu gestorben sei. Diese Vorstellung setzte sich besonders unter dem Einfluss des Protoevangeliums des Jakobus durch, das Josef zum Zeitpunkt seiner Verlobung mit Maria als bereits älteren Witwer und Vater mehrerer Söhne schildert. Der Kirchenvater Hieronymus datiert den Tod Josefs vor der Taufe Jesu, apokryphen Schriften zufolge starb er jedenfalls vor der Kreuzigung Jesu in dessen Beisein. Auch in der historischen Jesusforschung ist aufgrund des neutestamentlichen Befunds die Annahme verbreitet, dass Josef zur Zeit des öffentlichen Auftretens Jesu wahrscheinlich nicht mehr gelebt hat.
Entsprechend einer in der spätantiken Kirche verbreiteten Meinung nehmen die griechisch-orthodoxe und die römisch-katholische Tradition aus theologischen Erwägungen heraus an, Josef habe nach der Geburt Jesu mit Maria eine Ehe geführt, ohne Geschlechtsverkehr zu vollziehen (daher Josefsehe). Zwar sind im Neuen Testament Geschwister Jesu bezeugt (Mt 13,55  und Mk 6,3 ), darunter der von Paulus von Tarsus so genannte „Herrenbruder“ Jakobus (Gal 1,19 ). Dass Josef auch deren Vater gewesen sei, wird im Matthäusevangelium auch nahegelegt. Die „Geschwister“ werden bei Annahme einer nichtgeschlechtlichen Gemeinschaft zwischen Josef und Maria meist als Kreis von nahen Verwandten, Cousins oder Halbgeschwistern interpretiert. Anders als in der westlichen Hagiographie, die Jesus als „Erstgeburt“ (Lk 2,22–23 ) in der Regel für den Ältesten aus dieser Gruppe hält, ist in orthodoxer Tradition die Vorstellung verbreitet, es handele sich bei den Geschwistern um Kinder Josefs aus einer früheren Ehe.

## Verehrung

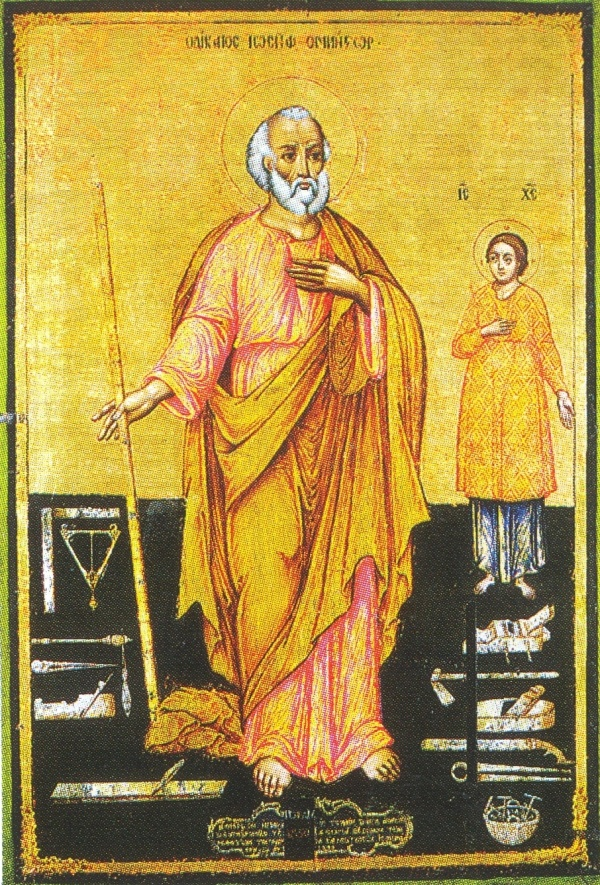
Josef mit Jesus, bulgarische Ikone (um 1850)

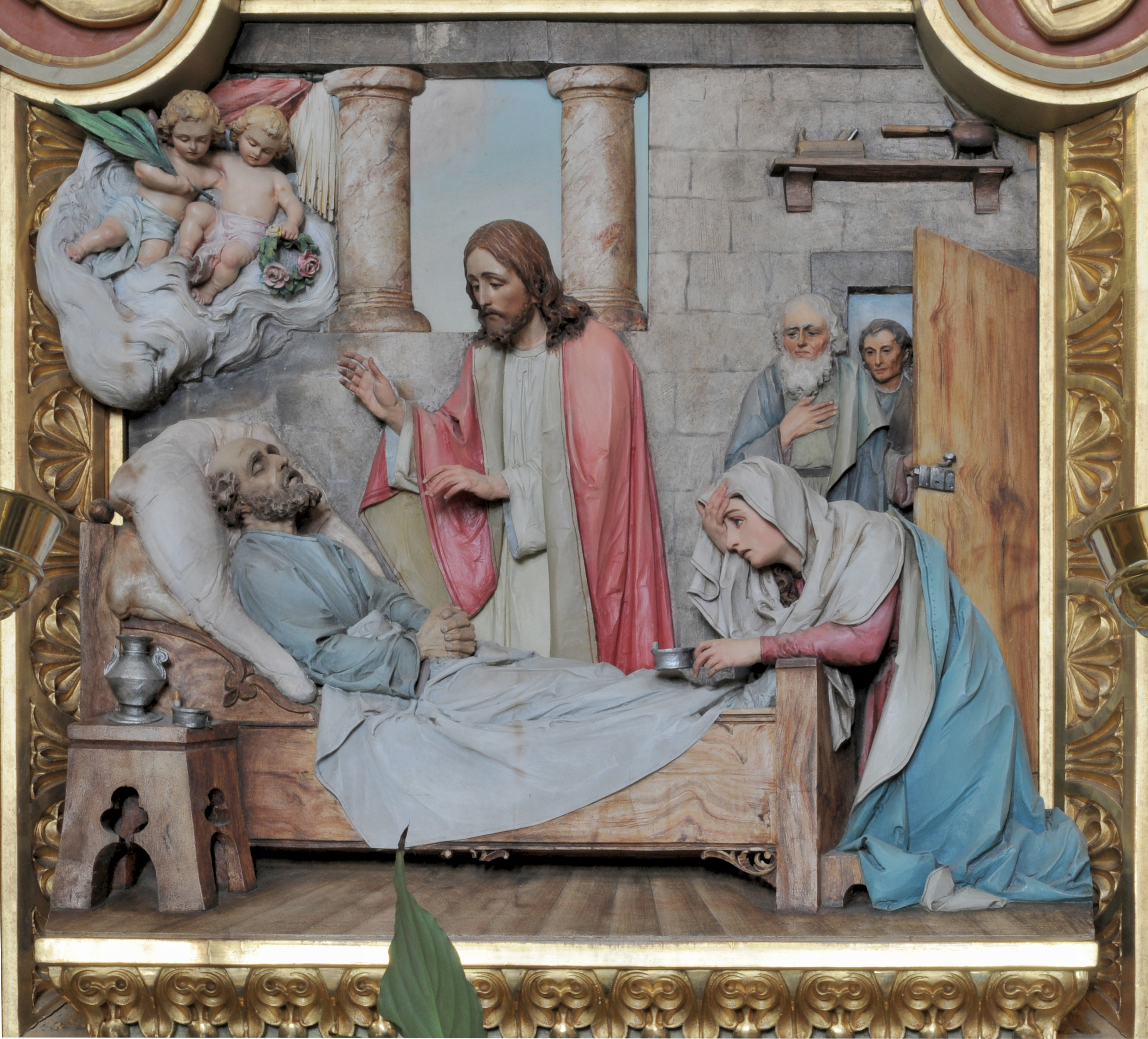
Tod des heiligen Josef, Grödner Holzschnitzerei (Albino Pitscheider, um 1910)

In der Ostkirche wurde Josef schon sehr früh als Heiliger verehrt, in der Westkirche dagegen erst ab etwa 850 und nur sehr zögernd, da das juristische Vaterschaftsverhältnis im Mittelalter als schwer verständlich galt. Eine theologische Profilierung seiner Persönlichkeit als Vater Christi sowie Ehemann der Maria und Verteidiger ihrer Jungfräulichkeit (Defensor virginitatis) setzte ab dem 15. Jahrhundert bei Gerson, d’Ailly und Bernhardin von Siena ein. Seit dem 17. Jahrhundert wurde der heilige Josef, der der Überlieferung zufolge im Schoß Mariens und im Beisein Jesu starb, zum Schutzpatron der Sterbenden; seine Verehrung als Zuflucht für Sterbende (Refugium agonizantum) wurde neben den Karmeliten besonders von den Jesuiten gefördert.
Papst Pius IX. erklärte Josef 1870 zum Schutzpatron der katholischen Kirche. Papst Leo XIII. empfahl in seiner Enzyklika Quamquam pluries vom 15. August 1889 die Josefsverehrung nachdrücklich. An diese Enzyklika erinnerte Papst Johannes Paul II. zum 100. Jahrestag am 15. August 1989 mit dem apostolischen Schreiben Redemptoris custos. Im 20. Jahrhundert wurden dem heiligen Josef mehr katholische Kirchen gewidmet als irgendeinem anderen Heiligen (marianische Patrozinien ausgenommen). Bestimmte kirchliche Einrichtungen werden nach seinem Patronat als Josefinum bezeichnet. Seit 1679 war Josef Schutzpatron der Spanischen Niederlande, heute gilt er als Schutzpatron Belgiens und der Kroaten. Seit 1924 erfährt er auch eine besondere Verehrung in Ostasien, die auf seinen Titel als Schutzpatron der Missionen in China zurückgeht: Der heilige Josef „steht für Demut, Einfachheit, Authentizität, Fleiß und Gehorsam, alles Tugenden, die in der chinesischen Kultur und Tradition als äußerst wichtig gelten. Insbesondere hat auch seine stille Hingabe an Maria und Jesus einen besonderen Wert für die chinesischen Katholiken und deren Spiritualität.“
Pius XII. führte 1955 als kirchliches Pendant zum weltweit am 1. Mai begangenen Tag der Arbeit den Gedenktag Heiliger Josef der Arbeiter ein. Josef war in der biblischen Überlieferung als Bauhandwerker tätig und gilt so traditionell als Patron der Arbeiter, insbesondere der Zimmerleute und Holzfäller. Er gilt auch als Schutzpatron der Jungfrauen und der Eheleute. Die Einfügung des Gedenktags in den liturgischen Kalender war eine Reaktion der Kirche auf die soziale Bewegung.
Josef wurde von Papst Johannes XXIII. neben der Gottesmutter Maria zum besonderen Schutzpatron des Zweiten Vatikanischen Konzils bestimmt und seine Anrufung in das Hochgebet, den Canon Missae, eingefügt. Mit Dekret der Kongregation für den Gottesdienst und die Sakramentenordnung vom 1. Mai 2013 wurde die Erwähnung Josefs auch für die Hochgebete II bis IV verfügt.
150 Jahre nach der Erhebung zum Schutzpatron der Kirche rief Papst Franziskus am 8. Dezember 2020 ein „Jahr des Heiligen Josef“ aus und veröffentlichte das Apostolische Schreiben Patris corde. In die Litanei vom Heiligen Josef ließ Papst Franziskus am 1. Mai 2021 sieben neue Invokationen einfügen: „Custos Redemptoris“ (Behüter des Erlösers), „Serve Christi“ (Diener Christi), „Minister salutis“ (Diener des Heils), „Fulcimen in difficultatibus“ (Helfer in Schwierigkeiten), „Patrone exsulum“ (Patron der Exilierten), „Patrone afflictorum“ (Patron der Bedrängten) und „Patrone pauperum“ (Patron der Armen).

## Ikonographie

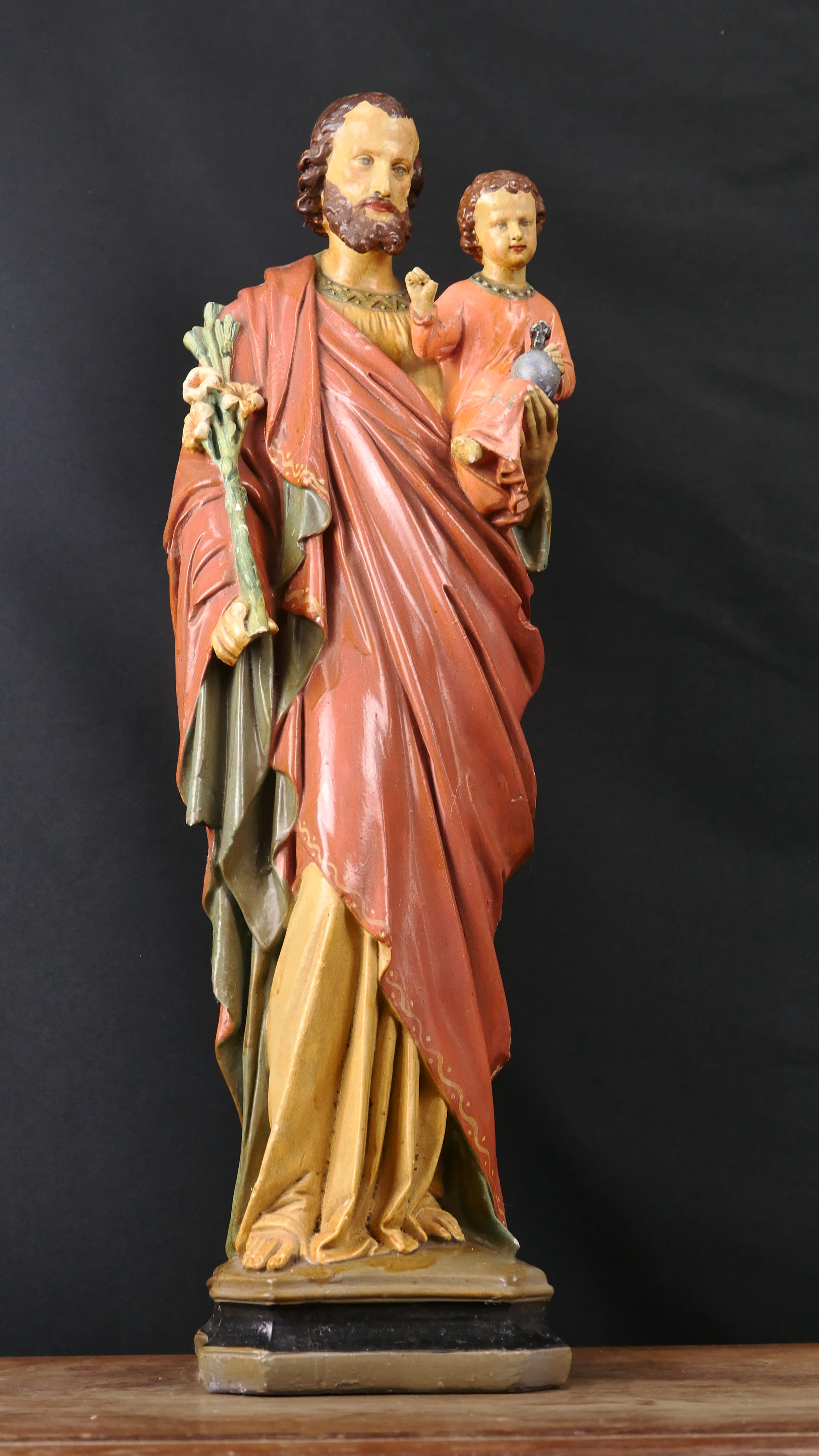
Heiliger Josef mit Lilie und dem Jesuskind (Historismus)

Ikonographische Attribute des Heiligen sind der Wanderstab – gelegentlich als blühender Stock –, das Winkelmaß oder anderes Werkzeug für seinen Beruf als Zimmermann. Daneben wird die weiße Lilie bzw. in Lateinamerika die Tuberose (z. B. im Wappen von Papst Franziskus) als ein Symbol der Keuschheit bzw. Reinheit verwendet.
In der Darstellung Josefs als Schlafender wird auf die Träume hingewiesen, die er nach dem Matthäusevangelium hatte und in denen er die göttliche Weisung zur Flucht nach Ägypten und zur Rückkehr nach Israel bekam. Bis zum 15. Jahrhundert wurde er als junger Mann ohne Bart abgebildet, später in der Regel als bärtiger älterer Mann. Seine Kleidung war oft bürgerlich.
In vielen Kirchen und Klöstern finden sich Bildnisse des Heiligen. Auf Bildern der spätmittelalterlichen Kunst bis zum Ende des 19. Jahrhunderts wurde Josef allerdings fast nie als einzelne Persönlichkeit dargestellt, sondern nahezu ausschließlich in Szenen zum Leben Jesu, zum Marienleben oder im Rahmen der Heiligen Familie. Häufig wird er als fürsorgender Familienvater typisiert: Josef pflegt das Kind, wäscht, holt Wasser heran, macht Feuer und kocht.
In der barocken Ikonografie wird der Tod des heiligen Josef im Zusammenhang mit seiner Verehrung als Patron der Sterbenden ein beliebtes Thema. In manchen Darstellungen ruht der sterbende Josef im Schoß Mariens, und Jesus hält seine Hand. Auch der Evangelist Johannes oder ein Engel, der den blühenden Stab Josefs hält, können anwesend sein.

## Gedenktag
- katholisch: 19. März (Hochfest im römischen Generalkalender)
  - Josef der Arbeiter: 1. Mai (nichtgebotener Gedenktag im römischen Generalkalender)
  - ehemals am dritten Mittwoch nach Ostern (liturgische Nachfeier des Hochfestes am 19. März, da dieser immer in die Fastenzeit fällt).[18]
- orthodox: 16. Dezember
- evangelisch: 19. März (Gedenktag im Evangelischen Namenkalender der EKD sowie im Kalender der Evangelisch-Lutherischen Kirche in Amerika und der Lutheran Church – Missouri Synod)
- anglikanisch: 19. März

Der 19. März wird in der römisch-katholischen Kirche seit dem 12. Jahrhundert als Festtag des heiligen Josef begangen, mittlerweile als Hochfest. Der Tag wird im Volksmund Josefstag genannt.